# Myckeltjärnen, Härjedalen
Myckeltjärnen är en sjö i Härjedalens kommun i Härjedalen och ingår i Ljusnans huvudavrinningsområde.